# Aichryson parlatorei
Aichryson parlatorei és una espècie de planta del gènere Aichryson de la família de les Crassulaceae.

## Taxonomia
Aichryson parlatorei Bolle va ser descrita per Carl (Karl) Augus Bolle i publicada a Bonplandia 7: 244. 1859.
Etimologia
- parlatorei : epítet atorgat en honor del botànic italià Filippo Parlatore.[2]